# Katelijnestraat 1–3

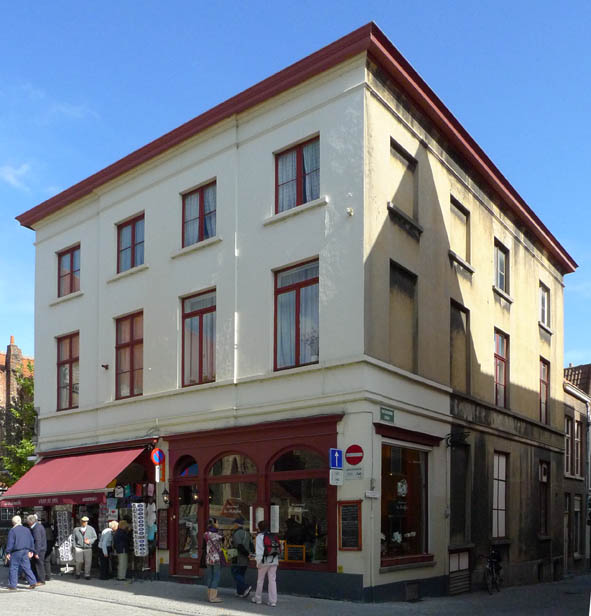
Katelijnestraat 1–3, Blick von Süden, 2009

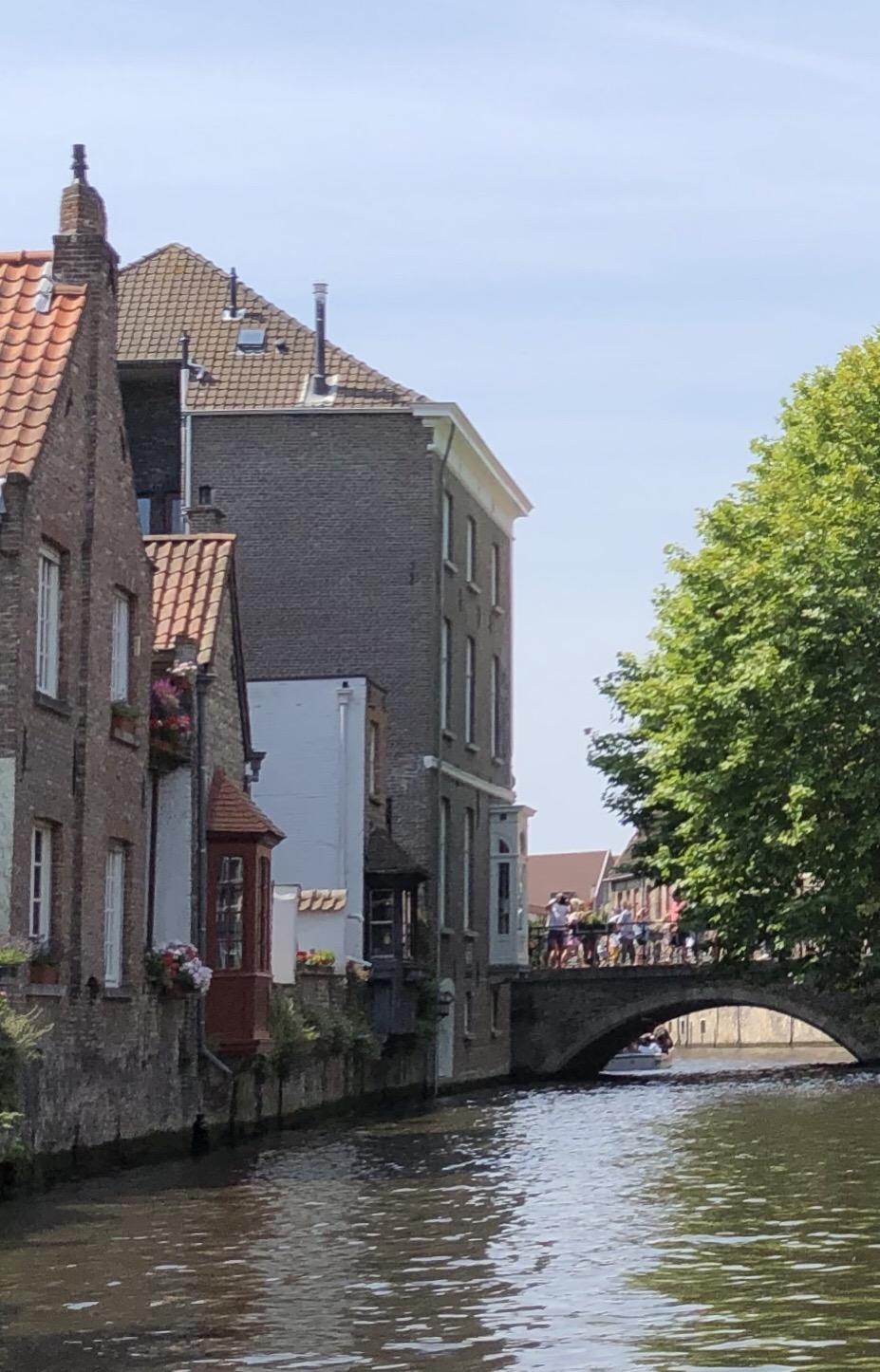
Blick vom Bakkersrei aus Richtung Westen, rechts die Mariabrücke, 2019

Das Gebäude Katelijnestraat 1–3 ist ein denkmalgeschütztes Haus in Brügge in Belgien.

## Lage
Das weitgehend freistehende Gebäude befindet sich im südlichen Teil der Altstadt von Brügge, in einer Ecklage auf der Ostseite der Katelijnestraat, die am Gebäude in die Mariastraat übergeht. Südlich des Hauses mündet die Kastanjeboomstraat ein. Unmittelbar nördlich des Gebäudes befindet sich der Kanal Bakkersrei, der hier von der Mariabrücke überbrückt wird. Nordwestlich auf der anderen Straßen- und Kanalseite befindet sich das bekannte Johannishospital.

## Architektur und Geschichte
Das dreigeschossige Backsteingebäude entstand im Jahr 1865. Die straßenseitigen Fassaden zur West- und Südseite sind verputzt und vierachsig, die Nordseite zum Kanal dreiachsig ausgeführt. Die beiden mittleren Achsen der Westfassade treten als schmaler Risalit hervor. In einem jedoch nicht ausgeführten Entwurf war eine Bekrönung des Risalits durch einen Giebel vorgesehen. Außerdem waren auch Konsolen unter den Fenstern des zweiten Geschosses geplant. Der obere Abschluss der Fassaden wird von einem kräftigen Gesims gebildet.
Am Erdgeschoss befindet sich zum Kanal hin in der rechten Achse ein hölzerner auf Konsolen ruhender Erker. Im Kellergeschoss der Kanalseite ist links von einem Kellerfenster eine Kellertür angeordnet, die nur wenig oberhalb des Wasserspiegels liegt. An der nordwestlichen Ecke befindet sich am ersten Obergeschoss eine aus Naturstein gefertigte Statue der Jungfrau Maria.
Im Erdgeschoss ist zur Westseite hin ein Ladengeschäft eingefügt.
Das Gebäude wird seit dem 14. September 2009 als architektonisches Erbe geführt.